# Festa svetog Vlaha
Festa svetoga Vlaha, zaštitnika Dubrovnika, UNESCO-ova je nematerijalna svjetska baština u Hrvatskoj, koja prigodom proslave njegova blagdana 3. veljače, neprekidno traje od 972. godine do danas. Temelji se na legendi o pojavljivanju svetoga Vlaha koji je pomogao Dubrovčanima u obrani od Mlečana. U Festu se masovno uključuju stanovnici grada, okolice, ali i nekih drugih krajeva Hrvatske i obližnjih zemalja, predstavnici državnih i mjesnih vlasti te predstavnici Katoličke crkve. 
"Osim duhovnog značaja Festa naročito oblikuje društvene odnose i pravila kao i kvalitetu vlasti. Festa kao izraz štovanja sveca obilježila je čitav kulturni, a dijelom i prirodni prostor Grada i okolice, te kroz sudjelovanje pojedinaca i grupa iz drugih mjesta u zemlji kao i onih iz okolnih zemalja potiče međukulturni dijalog."

## Opis
Festa sv. Vlaha je bio blagdan svih stanovnika Dubrovačke Republike. Kako bi se omogućilo sudjelovanje svima, uvedena je tzv. 'Sloboština Sv. Vlaha', razdoblje kad je svaki prekršitelj, kažnjenik i prognanik mogao dva dana prije i dva dana poslije blagdana slobodno doći u grad, a da ga nitko nije smio pozvati na odgovornost (ta se sloboština kasnije proširila na 7 dana prije i 7 dana poslije blagdana).
Za blagdan je cijela Republika hrlila u grad - tko nije mogao ići, slavio je kod kuće, sa svojim crkvenim barjacima i u narodnoj nošnji, da se svome svecu pokloni i pomoli, da mu zahvali za zaštitu u prošlosti i preporuči sebe i svoje za ubuduće. U procesiji biskup i svećenici nose moći sv. Vlaha dok vjernici sa štovanjem ljube dlan i dodiruju relikvije u molitvama za sebe i svoj grad. Festa uključuje mnoge oblike ljudske kreativnosti, od narodnih običaja i pjesama do tradicionalnog oružja, trombuna, koje se pravi posebno za festu i kojim se puca tijekom feste i drugih važnijih događaja. Po završetku procesije odlaze barjaktari sa svojim barjacima u svoja sela prenijeti blagoslov parca svima koji na taj dan nisu mogli u Grad. Festa se tijekom stoljeća mijenjala pa ju je svaka generacija blago prilagodila kako bi unijela svoje ideje i učinila je suvremenom.

## Festa u Bruxellesu
Ogranak Matice hrvatske u Bruxellesu od 2014. održava tamo Festu sv. Vlaha. Festa se svečano otvara ispred katedrale sv. Mihaela i Gudule puštanjem bijelih golubica. Nakon što festanjuli pročitaju proglas, slijedi obred grličenja i sveta misa. Festa se zaključuje Večerom od Kandelore.

## Spomen
Hrvatska pošta 2012. godine je izdala poštansku marku sa slikom relikvije ruke sv. Vlaha povodom uvrštenja Feste na popis nematerijalne kulturne baštine pri UNESCOu.

## Poveznice
- Sveti Vlaho i Dubrovnik

## Vanjske poveznice
- Festa sv. Vlaha - opis na službenim stranicama UNESCO-a (engl.)
- Festa sv. Vlaha na stranicama kultura.hr (video)
- Štovanje sv. Vlaha u Dubrovniku  Arhivirana inačica izvorne stranice od 15. listopada 2012. (Wayback Machine) - dubrovnikportal.com
- Dubrovnik svečano proslavio 1000. obljetnicu zaštite sv. Vlaha Glas Koncila, 4 (224), 20. veljače 1972.